# NYLON
『NYLON』（ナイロン）は、 アメリカ合衆国を本国とする月刊ファッション雑誌である。アメリカをはじめ、韓国、メキシコ、シンガポール、タイといった欧州、アジア圏で販売されている。

## 概要
ニューヨークで1998年に創刊された。雑誌名はニューヨーク (NY) とロンドン (LONdon) の頭文字をとったもので、繊維のナイロンとは関連はない。
マービン・スコット・ジャレット、マイク・ノイマン、ヘレナ・クリステンセンによる共同設立であったが、クリステンセンは後に『NYLON』を離れている。

### 日本版
2004年4月に創刊した日本版『NYLON JAPAN』は毎月28日に発売される。カエルム発行・発売。
対象年齢は、主に20代から30代前半とされ、ストリート・モード系のスタイルを中心に、一部の号では海外モード界の最新コレクションなども紹介している。
分量は毎月約160 - 200ページ程度で、水原希子、新垣結衣などの芸能人が飾る誌面が約4分の1程度を占める。

## 反響など
『NYLON』は、コーディネートや誌面の写真、レイアウトの質について女性から支持を得ている。また2006年からは大手SNS会社のMySpaceがデジタル版を発行している。さらに『NYLON』では、ファッション以外にも人気歌手などの特集が組まれることがあるが、デジタル版のページではその歌手の楽曲聴くことが可能である。